# Belleview (Kentucky)
Belleview es un lugar designado por el censo ubicado en el condado de Boone en el estado estadounidense de Kentucky. En el Censo de 2010 tenía una población de 343 habitantes y una densidad poblacional de 71,09 personas por km².

## Geografía
Belleview se encuentra ubicado en las coordenadas 38°58′46″N 84°49′34″O / 38.97944, -84.82611. Según la Oficina del Censo de los Estados Unidos, Belleview tiene una superficie total de 4.83 km², de la cual 3.52 km² corresponden a tierra firme y (27%) 1.3 km² es agua.

## Demografía
Según el censo de 2010, había 343 personas residiendo en Belleview. La densidad de población era de 71,09 hab./km². De los 343 habitantes, Belleview estaba compuesto por el 97.96% blancos, el 0.29% eran afroamericanos, el 0% eran amerindios, el 0% eran asiáticos, el 0% eran isleños del Pacífico, el 0.58% eran de otras razas y el 1.17% pertenecían a dos o más razas. Del total de la población el 0.58% eran hispanos o latinos de cualquier raza.